# 圣约翰 (华盛顿州)
圣约翰（St. John），美国华盛顿州惠特曼县的一个城镇，位于该县北部。圣约翰总人口537（2010年）。该地是华盛顿州第20任州长迈克·劳里的出生地。该镇创建于1880年代晚期，得名于创建者E.T. St. John。1904年，正式建制为镇。